# Debiutantka
Debiutantka – polski film obyczajowy z 1981 roku.

## Obsada aktorska
- Dorota Stalińska − Ewa Orzechowska
- Andrzej Łapicki − Jerzy
- Elżbieta Czyżewska − Maria, asystentka i kochanka Jerzego
- Bożena Adamek − Bożena, żona Jerzego
- Mariusz Benoit − inżynier Radecki
- Teresa Kwiatkowska − Anna, była asystentka Jerzego
- Małgorzata Jakubiec − kreślarka w biurze projektowym Jerzego
- Jacek Strzemżalski − mężczyzna na przyjęciu w domu Jerzego
- Cezary Morawski − Marek, chłopak Ewy
- Marcin Troński − młody architekt

## Fabuła
Ewa Orzechowska to młoda, zdolna absolwentka wydziału architektury. Rezygnuje z zagranicznego stypendium, żeby móc pracować z wybitnym architektem, który wrócił do kraju opromieniony sławą i pracuje nad projektem Muzeum Morskiego w Gdańsku. W jego pracowni jest napięta atmosfera. Szef rzadko pokazuje się w pracy, zastępuje go nieco apodyktyczna Maria, jego najbliższa współpracowniczka. Po kilku bezskutecznych próbach Ewie w końcu udaje się spotkać z Jerzym. Podczas rozmowy dochodzi do sporu między debiutantką a mistrzem. Mimo to Jerzy proponuje jej przeniesienie do swojej willi nad morzem. Oprócz niego mieszka tam jego żona Bożena oraz asystentka i kochanka Maria.